# ناتزويلر-ستروتهوف
ناتزويلر-ستروتهوف هو معسكر اعتقال ألماني يقع في جبال الفوج بالقرب من قرية ناتزويلير الألزاسية ( Natzweiler الألمانية) في فرنسا، وبلدة Schirmeck، حوالي 50 كم (31)   م) جنوب غرب مدينة ستراسبورغ. كان ناتزويلر-ستروتهوف هو معسكر الاعتقال الوحيد الذي أنشأه النازيون على الأراضي الفرنسية، على الرغم من وجود معسكرات مؤقتة تديرها فرنسا مثل المعسكر في Drancy. يقع المخيم في منطقة معزولة بالغابات ومعزولة على ارتفاع 800 متر (2,600 قدم).
بين عامي 1941 و1944، كانت الألزاس تديرها ألمانيا كجزء لا يتجزأ من الرايخ الألماني. تم تشغيل المخيم من 21 مايو 1941 وتم إخلائه في أوائل سبتمبر 1944. بقي عدد قليل فقط من أفراد قوات الأمن الخاصة النازية حتى تم تحرير المخيم من قبل الجيش الفرنسي الأول تحت قيادة مجموعة الجيش السادسة الأمريكية في 23 نوفمبر 1944.
قُدر أن حوالي 52000 سجين محتجزون هناك خلال فترة عمله. كان السجناء بشكل أساسي من حركات المقاومة في المناطق التي تحتلها ألمانيا. لقد كان معسكرًا للعمالة ومخيمًا مؤقتًا، ومع استمرار الحرب، مكان الإعدام. مات بعضهم بسبب مجهودات عملهم وسوء التغذية. كان هناك ما يقدر بنحو 22000 حالة وفاة في المخيم، بما في ذلك شبكة من المخيمات الفرعية. تم نقل العديد من السجناء إلى معسكرات أخرى؛ على وجه الخصوص، في عام 1944 تم إحضار الرئيس السابق لمعسكر اعتقال أوشفيتز لإجلاء سجناء ناتزويلر-ستروتهوف إلى داخاو مع اقتراب جيوش الحلفاء. أجرى عالم التشريح أوجست هيرت بعض جهوده في صنع مجموعة من الهياكل العظمية اليهودية، وكان الغرض منها عرض اليهود على أنهم أقل شأنا من الناحية العرقية، في المخيم. تم إنتاج فيلم وثائقي عن 86 من الرجال والنساء الذين تم قتلهم هناك لهذا المشروع. تم تقديم بعض الأشخاص المسؤولين عن الفظائع في هذا المعسكر إلى المحاكمة بعد انتهاء الحرب.
يتم الاحتفاظ بالمخيم كمتحف في ذكرى المحتجزين أو الذين قتلوا هناك. يقع المركز الأوروبي لأعضاء المقاومة المرحلين في هذا المتحف، مع التركيز على المحتجزين. النصب التذكاري للمغادرين يقف في الموقع. تم ترميم المتحف الحالي في عام 1980 بعد الأضرار التي لحقت بالنازيين الجدد في عام 1976. بين السجناء البارزين، تم احتجاز الكاتب بوريس باهور في Natzweiler-Struthof وكتب روايته Necropolis بناءً على تجربته.

## قائمة الموظفين
كان للمخيم خمسة قادة وعدد كبير من الأطباء في تاريخه.

### القادة (القادة)
- إس إس- هوبتستثرمفهرر هانس هوتيغ
- SS- قائد وحدة الاعتداء ايغون زيل
- SS-Hauptsturmführer جوزيف كرامر
- SS-Sturmbannführer Fritz Hartjenstein
- SS-Hauptsturmführer هاينريش شفارتز